# Krokodille Zoo
Krokodille Zoo er en zoologisk have beliggende cirka 1½ km nordøst for Eskilstrup på Falster.
Parken har 24 forskellige krokodille- og alligatorarter, hvilket gør det til den største samling i Europa. Krokodille Zoo råder desuden over andre krybdyr som skildpadder, varaner, leguaner, frøer og slanger. Parken har også papegøjer og paryktamarin-aber.
Krokodille Zoo er ejet af Fonden Krokodille Zoo og drives af Rene Hedegaard, der efter en længere tilløb, åbnede parken i 2000.